# Percassa rugifrons
Percassa rugifrons är en insektsart som först beskrevs av Carl Stål 1878.  Percassa rugifrons ingår i släktet Percassa och familjen gräshoppor. Inga underarter finns listade i Catalogue of Life.